# Загребская фондовая биржа
Загребская фондовая биржа (хорв. Zagrebačka burza) — фондовая биржа, функционирующая в Загребе, Хорватия. Биржа торгует акциями хорватских компаний, а также облигациями и коммерческими векселями.
Биржа учреждена в 1991 году. В марте 2007 года она объединилась с Вараждинской фондовой биржей, сформировав единый хорватский рынок ценных бумаг, и став лидером в регионе по рыночной капитализации и объёму торгов. К 11 апреля 2008 года на бирже котировались ценные бумаги 373 компаний, с рыночной капитализацией 302,9 млрд кун (66,2 млрд долларов США).
Биржа имеет предпродажные сессии с 9 до 10 часов утра и обычные торговые сессии с 10 до 04 часов утра следующих суток во все дни недели, за исключением суббот, воскресений и заблаговременно объявленных праздничных дней.
Загребская фондовая биржа публикует следующие фондовые индексы:
- CROBEX — индекс акций
- CROBIS — индекс облигаций